# Орта-Захит
Орта-Захит — упразднённое село в Хивском районе Дагестана. На момент упразднения входило в состав Юхари-Захитского сельсовета. В 1974 году село включено в состав села Юхари-Захит.

## География
Располагалось на левобережном склоне долины реки Ашагамака, у южной окраины села Юхари-Захит.

## История
До вхождения Дагестана в состав Российской империи селение Захит-Заир-бек входило в состав Кутуркюринского магала Кюринского ханства. После присоединения ханства к Российской империи числилось в Ашага-Захитском сельском обществе Кутур-Кюринского наибства Кюринского округа Дагестанской области. В 1895 году селение состояло из 35 хозяйств. По данным на 1926 год село состояло из 36 хозяйств. В административном отношении входило в состав Ашага-Захитского сельсовета Касумкентского района. С 1935 года в составе Хивского района. В советские годы являлось отделением колхоза «Труд». Указом ПВС. ДАССР от 24.11.1974 года села Орта-Захит и Юхари-Захит объединены в одно село — с. Юхари-Захит.

## Население
| Год       | 1895 | 1907 | 1926 | 1939 | 1970 |
| --------- | ---- | ---- | ---- | ---- | ---- |
| Население | 184  | 215  | 176  | 171  | 231  |

По данным Всесоюзной переписи населения 1926 года, в национальной структуре населения лезгины составляли 100 %